# Axel Hemming-Sjöberg
Axel Hemming-Sjöberg, född 2 maj 1884 i Göteborg, död 4 maj 1958 i Oscars församling, Stockholm, var en svensk advokat.
Hemming-Sjöberg blev juris utriusque kandidat vid Uppsala universitet 1907 och anställdes vid adokatbyrå där samma år och blev delägare i byrån 1917, i Stockholm från 1932. Han var biträdande lärare vid juridiska fakulteten i Uppsala 1917–1937.
Hemming-Sjöberg bedrev en omfattande advokatrörelse med särskilt intresse för brottmål, särskilt visade i studien Rättegången mot C.J.L. Almquist (1929, engelsk upplaga 1932). Han har anlitats för att i de omfattande återvinningsprocesser, som följde Ivar Kreugers död 1932, föra såväl dödsboet som AB Kreuger & Tolls talan.